# Niccolò Antonelli

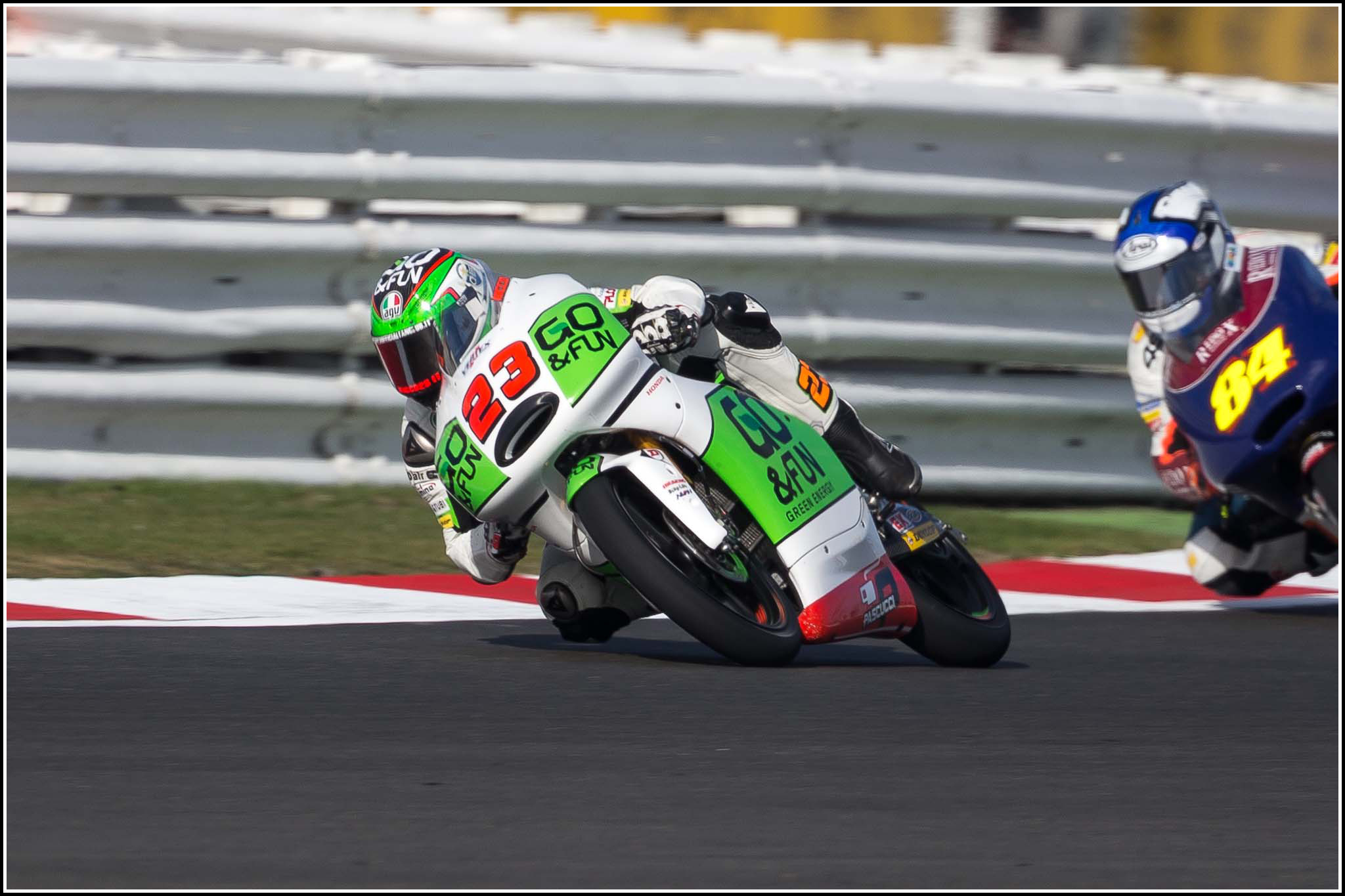
Antonelli på Silverstonebanan 2013.

Niccolò Antonelli, född 23 februari 1996 i Cattolica, är en italiensk roadracingförare. Han kör i Moto3-klassen i Grand Prix Roadracing sedan säsongen 2012. De första åren för Gresini Racing och från säsongen 2015 för stallet Ongetta-Rivacold. Antonelli tog sin första Grand Prix-seger den 16 augusti 2015 när han vann Moto3-klassen vid Tjeckiens Grand Prix på Automotodrom Brno. Han  vann också Japans Grand Prix och kom på femteplats i VM 2015. Antonelli fortsätter i samma team Roadracing-VM 2016.

## Framskjutna placeringar
Uppdaterad till 2021-04-05.
| Nr | Grand Prix | År   |
| -- | ---------- | ---- |
| 1  | Tjeckien   | 2015 |
| 2  | Japan      | 2015 |
| 3  | Qatar      | 2016 |
| 4  | Spanien    | 2019 |

| Nr | Grand Prix | År   |
| -- | ---------- | ---- |
| 1  | Japan      | 2017 |

| Nr | Grand Prix     | År   |
| -- | -------------- | ---- |
| 1  | Storbritannien | 2015 |
| 2  | San Marino     | 2015 |
| 3  | Doha           | 2021 |